# فرودگاه شهرستان اووگل
فرودگاه اووگل کانتی (به انگلیسی: Ogle County Airport) یک فرودگاه همگانی بهره‌برداری هوایی است که یک باند فرود چمن دارد و طول باند آن ۸۰۵ متر است. این فرودگاه در شهر مونت موریس، ایلی‌نوی کشور ایالات متحده آمریکا قرار دارد و در ارتفاع ۲۸۳ متری از سطح دریا واقع شده‌است.